# Новоалександровка (Межевский район)
Новоалександровка (укр. Новоолександрівка) — село,
Райпольский сельский совет,
Межевский район,
Днепропетровская область,
Украина.
Код КОАТУУ — 1222687705. Население по переписи 2001 года составляло 3 человека.

## Географическое положение
Село Новоалександровка находится у истоков реки Ковалиха,
в 1-м км от села Сергеевка (Покровский район).